# Shimanto

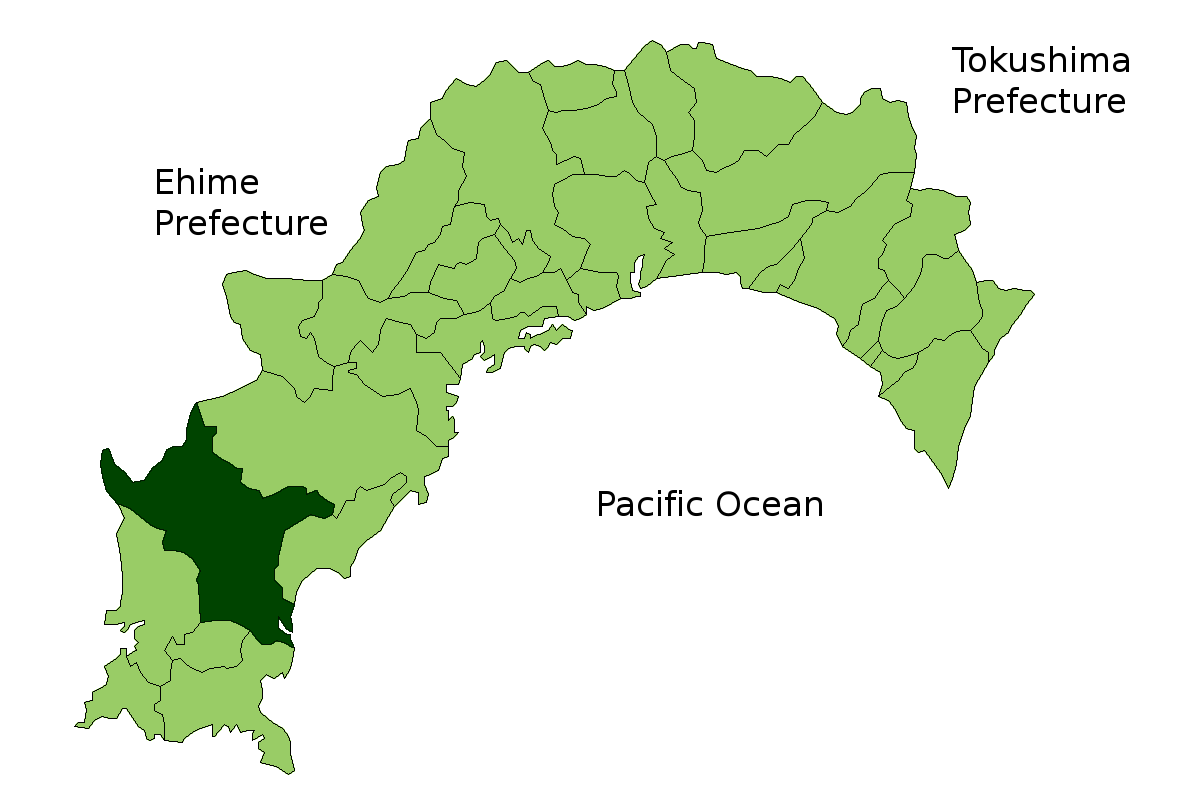

Shimanto (四万十市 Shimanto-shi?) este un municipiu din Japonia, prefectura Kōchi.